# …smile's OK
…smile's OK je první studiové album kapely The Hope Blister, což byl projekt, který založil producent Ivo Watts-Russell. Vydala jej v květnu roku 1998 společnost 4AD, jejímž vlastníkem byl právě Watts-Russell. Deska obsahuje celkem sedm písní, všechny jsou coververze písní jiných autorů, například od Johna Calea či Briana Ena.

## Seznam skladeb
| Pořadí | Název                | Autor                 | Délka |
| ------ | -------------------- | --------------------- | ----- |
| 1.     | Dagger               | Neil Halstead         | 5:54  |
| 2.     | Only Human           | Heidi Berry           | 4:00  |
| 3.     | The Outer Skin       | Chris Knox            | 5:44  |
| 4.     | Sweet Unknown        | Alison Shaw, Jim Shaw | 4:18  |
| 5.     | Let the Happiness In | David Sylvian         | 6:07  |
| 6.     | Is Jesus Your Pal    | Slowblow              | 6:24  |
| 7.     | Spider and I         | Brian Eno             | 5:04  |
| 8.     | Hanky Panky Nohow    | John Cale             | 4:41  |

## Obsazení
- Louise Rutkowski – zpěv
- Laurence O'Keefe – baskytara
- Audrey Riley – violoncello
- Chris Tombling – housle
- Leo Payne – housle
- Sue Dench – viola
- Richard Thomas – saxofon, bicí
- Audrey Riley – aranžmá smyčců
- Louise Laurence – doprovodné vokály
- Dmitri Willilams – doprovodné vokály
- Astrid Williamson – doprovodné vokály
- Sheena Bizarre – doprovodné vokály